# Kamala Khan
Kamala Khan es una superheroína pakistaní que aparece en los cómics estadounidenses publicados por Marvel Comics. Creada por los editores Sana Amanat y Stephen Wacker, la escritora G. Willow Wilson y los artistas Adrian Alphona y Jamie McKelvie, Kamala es la primera personaje musulmán de Marvel y la personalidad sudasiática estadounidense con su propio cómic. Hizo su primera aparición en Captain Marvel #14 (agosto de 2013) antes de protagonizar la serie en solitario Ms. Marvel, que debutó en febrero de 2014.
En el Universo Marvel, es una adolescente pakistaní-estadounidense en Jersey City (Nueva Jersey) con habilidades metamórficas. Descubre que tiene genes inhumanos en las secuelas de "Inhumanity" y asume el rol de Ms. Marvel inspirada en su ídolo, Carol Danvers. El anuncio de Marvel de que un personaje musulmán protagonizaría un cómic generó impacto fuera del ámbito de los cómics. El primer volumen de Ms. Marvel ganó el Premio Hugo a la mejor historia gráfica en 2015.
Iman Vellani interpreta a la personaje en la miniserie de Disney+ Ms. Marvel (2022) del Universo Cinematográfico de Marvel, la atracción Avengers: Quantum Encounter (2022), la película The Marvels (2023)y la serie animada Marvel Zombies (2025); A diferencia de los cómics, Kamala se reinventa como una mutante latente que usa un brazalete mágico para crear construcciones brillantes a partir de luz intensa. De 2016 a 2019, el personaje fue interpretado por Kathreen Khavari en series animadas como Avengers Assemble, Marvel Rising y Spider-Man. Sandra Saad le dio la voz en el videojuego Marvel's Avengers (2020) y en la serie animada Spidey and His Amazing Friends (2021).

## Historia
Kamala Khan, es una adolescente musulmana pakistaní de Nueva Jersey. A pesar de sus raíces tradicionales, Kamala era la típica adolescente pakistaní. Queriendo ser ella misma, pero deseando enorgullecer a su familia. Desde hacía varios años, Kamala era una fan de los superhéroes, en especial de Los Vengadores y principalmente de Carol Danvers. De hecho, comenzó a escribir en línea fan-fiction sobre Los Vengadores y la Capitana Marvel. Incluso yendo tan lejos como unirse a Carol en línea. Hasta que una noche al escaparse de su casa para ir a una fiesta, cae una bomba de niebla terrigen y despierta en un capullo del cual sale convertida en la superheroína, Capitana Marvel, pero con su traje viejo. Después de que ella descubre su poder sobrehumano - ser un polimorfo y capaz de alargar los brazos y las piernas y cambiar de forma - toma el nombre de Ms. Marvel. Kamala Khan es uno de los personajes que descubre que tiene la herencia de los Inhumanos tras la "historia inhumanidad", en el que la niebla Terrigena es puesta en libertad en todo el mundo y activa las células inactivas inhumanas.
Durante la historia, Kamala también está en los equipos de arriba con los X-Men, Wolverine contra el Inventor (Clon de Thomas Edison cuyo ADN se alteró por la mascota de su colega). Debido a que Wolverine está tratando con la pérdida de su factor de curación durante este tiempo, Kamala se coloca en la posición de tener que asumir gran parte de las responsabilidades.
En julio, Marvel anunció que Kamala se uniría a los Campeones, un equipo de superhéroes adolescentes que se separó de Los Vengadores tras la conclusión de la "Segunda Guerra Civil". El equipo, presentado en una serie del escritor Mark Waid y el artista Humberto Ramos, está formado por en Khan, Spider-Man (Miles Morales), Nova (Sam Alexander), Hulk (Amadeus Cho), Viv Vision y una versión adolescente de Cyclops. Waid dijo: "Los 3 primeros son niños que abandonaron a Los Vengadores. Fue un logro fácil. Esos 3, en sí mismos, forman un pequeño sub-equipo. Su dinámica es genial. Todos aparecen en los libros de los demás. y aunque tienen sus argumentos y puntos de estrés, claramente están bien juntos ".

## Poderes y habilidades
Kamala desarrolla sus superpoderes después de la historia de Marvel's Infinity, cuando se lanzan las Nieblas Terrígenas. Sus habilidades inhumanas latentes son activadas por la niebla en una noche rara cuando ella decide rebeldemente escabullirse después de que sus padres le prohíben asistir a una fiesta escolar. Amanat dijo en 2022 que cuando ella y Wilson estaban creando a Kamala, el personaje originalmente iba a ser una mutante antes de que la cambiaran a una Inhumana.Screen Rant señaló que Kamala es una "polimorfa", con movimientos que "son básicamente la combinación de Ant-Man y Mister Fantástico". Según la académica Sarah Gibbons, la transformación del cuerpo de Kamala es paralela a la flexibilidad requerida de los personajes que viven en la ciudad de Jersey; la forma de su cuerpo inusual y con superpoderes transmite un mensaje inconformista.
Su poder más conocido es el de elongación, que le permite extender sus extremidades, torso o cuello a grandes distancias. Los otros poderes de Kamala incluyen la capacidad de alterar su tamaño, encogiéndose y agrandándose. Cuando se agranda, puede levantar hasta 75 toneladas. Kamala también ha usado esta habilidad para hacer que su cuerpo sea tan delgado como el papel. Tiene un factor de curación (capaz de curar heridas de bala), que funciona cuando no está usando sus habilidades polimorfas. Sin embargo, si Kamala se cura mucho, se cansa mucho. Puede transformarse en otras personas y objetos inanimados, aunque rara vez usa este poder.
Cuando se le preguntó sobre la transición de Kamala del cómic a la acción en vivo en 2019, Wilson dijo: "Creo que hay algunos personajes que están muy preparados para la pantalla grande; son muy naturalmente cinematográficos. Pero con Ms. Marvel, realmente no estábamos interesados en crear algo que tuviera un potencial cinematográfico muy obvio [...] Ella tiene poderes muy cómicos. Dios los bendiga tratando de llevar eso a la acción en vivo; no sé cómo va a funcionar eso en una forma que no se ve realmente espeluznante". En el Marvel Cinematic Universe de acción en vivo, los poderes de cómic de Kamala se reinterpretan; ella se pone el brazalete de su abuela, desbloqueando sus poderes y dándole "la capacidad de crear y manipular una especie de 'luz dura' púrpura (piense en Green Lantern o Symmetra de Overwatch)".

## Otras versiones

### Secret Wars
Una versión anterior de Kamala aparece en Inhumans: Attilan Rising de Charles Soule y John Timms como parte de la historia de "Secret Wars" de 2015, que detalla la rebelión de Black Bolt contra la Reina Medusa de New Attilan. En su reseña de Inhumans: Attilan Rising #2, Emma Houxbois de The Rainbow Hub dijo: "Si bien [Kamala ha] tenido algunas oportunidades de brillar en el libro principal de Inhuman, su reintroducción (completa con el rediseño del personaje de Dave Johnson y una línea fuerte obra de John Timms) tiene un gran impacto. Se espera que la evolución de Soule de sus poderes y vestuario también coincida con más oportunidades más adelante en la historia para aprender más sobre sus puntos de vista sobre la resistencia y las razones para apoyar a Attilan, solidificando esta versión de Kamala como una héroe comparativamente maduro obligado a tomar decisiones morales difíciles".

### Exiles
Una versión futura de Kamala aparece como miembro de Exiles con Nick Fury, Blink, Iron Lad, Valkyrie y una versión de dibujos animados estilo chibi de Wolverine en una serie del escritor Saladin Ahmed y el artista Javier Rodríguez que debutó en abril de 2018.

### Presidenta Khan
Otra versión futura del personaje aparece en All-New Wolverine # 33 (abril de 2018) de Tom Taylor y Ramon Rosanas como parte de la historia de "Old Woman Laura" como la futura Presidenta de los Estados Unidos. Kieran Shiach de Comic Book Resources dijo: "Kamala como presidenta de los Estados Unidos tiene mucho sentido. Es inteligente, ingeniosa y se preocupa por su comunidad... También ayuda a solidificar el mundo de 'Old Woman Laura' como una 'buena futuro', presentando a una Presidenta que sea mujer y musulmana como una posibilidad dentro de nuestra vida".

## Otros medios

### Televisión

#### Animación
- Khan aparece en Avengers: Ultron Revolution,[20] interpretada por Kathreen Khavari.[21]
  - Hizo un cameo en el episodio "La condición inhumana", antes de aparecer plenamente en "Los chicos están bien",[22] junto a su nuevo amigo Inferno. En "Guerra civil, parte 2: Los poderosos vengadores", se une a Ant-Man, Pantera Negra, Capitána Marvel, Hulk Rojo, Songbird y Visión como Los Poderosos Vengadores, ensamblados por Truman Marsh. En el episodio 25, "Guerra civil, parte 3: Tambores de guerra", como es inhumana, fue expuesta por el control de discos de registros, provocado por Truman Marsh y liberada por su equipo de Vengadores, y descubre al final que Marsh es Ultron. En el episodio 26, "Guerra Civil, parte 4: La revolución de Los Vengadores", se une a Los Vengadores para eliminar a Ultrón, quién trata de exterminar a toda la humanidad.
  - En la cuarta temporada, conocida como Avengers: Secret Wars, se une a los Nuevos Vengadores formados por La Pantera Negra, La Capitana Marvel, El  Hombre Hormiga, La  Visión y La Avispa.
  - En la quinta temporada, conocida como Avengers: Black Panther Quest, hace su debut en algunos episodios.
- Kamala Khan aparece en la segunda temporada de Spider-Man, episodio "School of Hard Knocks", interpretada nuevamente por Kathreen Khavari. Esta versión tiene la misma edad que Peter Parker y miembro de los Vengadores. Sin embargo, admite que se siente inferior debido a que constantemente le dicen qué hacer y no puede tomar sus propias decisiones.

### Película
- Kamala Khan aparece en la película animada de 2018, Marvel Rising: Secret Warriors, con la voz de Kathreen Khavari.[23]

### Universo cinematográfico de Marvel
Kamala Khan aparece en medios ambientados en el Universo cinematográfico de Marvel (UCM), interpretada por Iman Vellani:
- Aparece en la serie de Disney+ Ms. Marvel (2022).[24][25]Esta versión empuña un brazalete mágico que le da la capacidad de aprovechar la energía cósmica y crear construcciones brillantes a partir de luz intensa.[16][26]En el episodio final, se describe que Kamala tiene una "mutación" no relacionada con sus poderes.[27][28][29]
- Vellani repitió su papel de Kamala en la película The Marvels (2023).[3][30][31]
- Es mencionada en la serie de Daredevil:Born again

### Videojuegos
- Aparece en Marvel Puzzle Quest, un juego de aventuras match 3 gratuito desarrollado por D3 Publisher.[32]
- Khan aparece como un personaje jugable en Lego Marvel's Avengers,[33] con la voz de Ashly Burch.[34]
- Khan aparece como un personaje jugable en el juego móvil Marvel Avengers Academy,[35] interpretado por Priyanka Chopra.[36]
- Khan aparece como un personaje jugable en el juego móvil Marvel Future Fight.[37]
- Khan aparece como un personaje jugable en el juego móvil Marvel: Contest of Champions.[38]
- Khan aparece como un personaje jugable en el juego móvil Marvel: Strike Force.
- Khan aparece como un personaje Team-Up en el juego de rol multijugador masivo en línea, Marvel Heroes,[39] con la voz de Erica Luttrell.
- Khan aparece en la mesa Champions en Zen Pinball 2 como parte del DLC "Women of Power".[40]
- Khan aparece en Lego Marvel Super Heroes 2,[41] con la voz de Rebecca Kiser.
- Khan aparece en Marvel Ultimate Alliance 3: The Black Order.
- Khan aparece como personaje principal jugable en el videojuego lanzado en 2020 Marvel's Avengers, desarrollado por Crystal Dynamics y distribuido por Square Enix. La voz que le da vida a Kamala en Marvel's Avengers es de Sandra Saad.

### Juegos de mesa
- Miss Marvel aparece como un héroe jugable en el juego de cartas Marvel Champions: El juego de cartas de Fantasy Flight.